# Olaflur
Olaflur (INN) ist ein Wirkstoff, der lokal zur Prophylaxe von Zahnkaries und Parodontitis angewendet wird.
Chemisch handelt es sich um das Dihydrofluorid eines langkettigen tertiären Diamins. Olaflur zählt zur Stoffgruppe der Aminfluoride.

## Verwendung
Olaflur wird seit 1966 zur Prophylaxe von Karies und Parodontitis eingesetzt. Dabei genügen Konzentrationen von 500 ppm für Kinder- und 1250 ppm für „Erwachsenen“-Zahnpasta (jeweils berechnet als Fluorid). Die durchschnittliche Tagesdosis beträgt (eng. defined daily dose, DDD) 1,1 mg (berechnet als Fluorid).

## Herstellung
Ausgangsstoff für die Synthese von Olaflur ist Rindertalg. Dieser wird zunächst verseift und in einer Reihe von Folgereaktionen weiter modifiziert.

## Toxikologie
In Deutschland sind Aminfluorid-haltige Arzneimittel zur Zahnpflege verschreibungspflichtig, ausgenommen als Gele in Packungsgrößen bis zu 25 g, sofern auf der Verpackung angegeben ist, dass die Anwendung beschränkt ist auf Erwachsene und Kinder ab dem vollendeten 6. Lebensjahr sowie auf eine einmalige Dosis pro Woche, die einem Fluoridgehalt bis zu 7 mg entspricht.

## Handelsnamen
Aminomed (D), Elmex (D, A, CH), Friscodent/Eurodont Multicare (D), Meridol (D, A, CH)